# 7 (альбом Неллі Фуртадо)
7 — сьомий студійний альбом канадської співачки і авторки пісень Неллі Фуртадо, випущений 20 вересня 2024 року лейблами Nelstar Entertainment і 21 Entertainment Group. Це її перший за сім років альбом після The Ride 2017 року. Релізу альбому передували два сингли: «Love Bites» за участю Туве Лу та SG Lewis і «Corazón» за участю Bomba Estéreo. Платівка також містить спільну роботу зі співачкою Шарлоттою Дей Вілсон і продюсерами WondaGurl і T-Minus.

## Підгрунтя
Після кількох років перерви Фуртадо підтвердила появу нової музики в інтерв'ю журналу Fault у травні 2023 року, сказавши, що вона «записала сотню пісень за останні 18 місяців» і «дуже рада принести людям нову музику».
Під час анонсу альбому в липні 2024 року Фуртадо сказала, що написала «400-500 музичних творів за 4 роки» і пояснила, що її РДУГ «не завжди дозволяє [їй] організовувати творчість методично, тому важко пояснити, як ми вибрали 14 пісень, які чарівним чином піднялися на вершину купи». Фуртадо порівняла пісні з «випадковими мушлями, які можуть бути схожими, але зовсім не схожими» і сказала, що її намір полягав у тому, щоб «створити портали, через які можна вийти, вивільнитися і втекти». Її лейбл назвав альбом «чотирма роками мистецьких відкриттів»
Щодо назви альбому, Фуртадо заявила, що це була єдина назва, яка мала для неї сенс, а також те, що це її сьомий студійний альбом, і що з часу виходу попереднього альбому минуло сім років, тому що «це більше схоже на колекцію. Модні колекції насправді не мають назв, вони просто називаються колекція номер 10 або 21. Це моя колекція номер сім»

## Трек-лист
| 7 track listing | 7 track listing                                                                         | 7 track listing                                                                                      | 7 track listing                                   | 7 track listing |
| #               | Назва                                                                                   | Автор                                                                                                | Продюсери та продюсерки                           | Тривалість      |
| --------------- | --------------------------------------------------------------------------------------- | --- | ------------------------------------------------- | --------------- |
| 1.              | «Showstopper»                                                                           | Nelly Furtado Ebony Oshunrinde Nevis Gahunia Jenna Andrews Stephen Kirk Herag Sanbalian              | WondaGurl Sanbalian [a] Jim Beanz [c]             | 2:29            |
| 2.              | «Corazón» (featuring Bomba Estéreo)                                                     | Furtado Tyler Williams Andrews Lilliana Saumet Gahunia Oliver Cazier Kirk Steven Bilodeau            | T-Minus Furtado Billa Joints [b] Beanz [c]        | 2:37            |
| 3.              | «Love Bites» (featuring Tove Lo and SG Lewis)                                           | Furtado Samuel George Lewis Ebba Tove Nilsson                                                        | SG Lewis                                          | 2:47            |
| 4.              | «Better for Worse» (featuring Gray Hawken)                                              | Furtado Beanz Drew Veloric Ryan Gray Hawken                                                          | Beanz                                             | 3:24            |
| 5.              | «Honesty»                                                                               | Furtado SG Lewis Sarah Aarons Orlando Highbottom                                                     | SG Lewis Totally Enormous Extinct Dinosaurs       | 2:16            |
| 6.              | «Floodgate»                                                                             | Furtado Mei Ehara Isaac De Boni Michael Mulé Aaron Booe Travis Walton Ryland Kelly Tauren Strickland | FnZ Teddy Walton Aaron Booe Thislandis Hawken [c] | 2:06            |
| 7.              | «Crown» (featuring Blxckie)                                                             | Furtado Williams Bilodeau Lido Pimienta Sihle Sithole                                                | T-Minus Billa Joints Anthony Yordanov [c]         | 2:46            |
| 8.              | «All Comes Back» (featuring Charlotte Day Wilson)                                       | Furtado Charlotte Day Wilson                                                                         | Furtado Wilson Hawken [b]                         | 3:14            |
| 9.              | «Save Your Breath» (featuring Williane 108, Charmie, Taborah Johnson, and Tynomi Banks) | Furtado Williams Bilodeau Charmie Sheldon Orlando McIntosh Williane 108                              | T-Minus Billa Joints [a] Yordanov [c]             | 2:59            |
| 10.             | «Ready for Myself»                                                                      | Furtado Dominic Matheson Anjulie Persaud                                                             | Dom Dolla Beanz [c] Persaud [c]                   | 3:03            |
| 11.             | «Fantasy»                                                                               | Furtado Gahunia Williams Sanbalian Benjamin Katz Beanz                                               | T-Minus Sanbalian Furtado [c] Yordanov [c]        | 2:08            |
| 12.             | «Better Than Ever»                                                                      | Furtado Hawken Charmie                                                                               | Hawken Pipe Perez [c] Beanz [c]                   | 2:11            |
| 13.             | «Take Me Down»                                                                          | Furtado Williams Gahunia Bryn McCutcheon Kirstyn Johnson                                             | T-Minus Beanz [c]                                 | 2:27            |
| 14.             | «Untitled»                                                                              | Furtado Cazier                                                                                       | Cazier Owen Pallett [b]                           | 2:55            |
| 37:07           |                                                                                         | |                                                   |                 |

## Чарти
| Чарт (2024)                                  | Найвища позиція |
| -------------------------------------------- | --------------- |
| Бельгія Belgian Albums (Ultratop Flanders)   | 76              |
| Бельгія Belgian Albums (Ultratop Wallonia)   | 185             |
| Німеччина German Albums (Offizielle Top 100) | 35              |
| Велика Британія UK Digital Albums (OCC)      | 37              |